# Aringay
Aringay is een gemeente in de Filipijnse provincie La Union in het noordwesten van het eiland Luzon. Bij de laatste census in 2007 had de gemeente ruim 43 duizend inwoners.

## Geografie

### Bestuurlijke indeling
Aringay is onderverdeeld in de volgende 24 barangays:
| - Alaska - Basca - Dulao - Gallano - Macabato - Manga - Pangao-aoan East - Pangao-aoan West - Poblacion - Samara - San Antonio - San Benito Norte | - San Benito Sur - San Eugenio - San Juan East - San Juan West - San Simon East - San Simon West - Santa Cecilia - Santa Lucia - Santa Rita East - Santa Rita West - Santo Rosario East - Santo Rosario West |

## Demografie
Aringay had bij de census van 2007 een inwoneraantal van 43.438 mensen. Dit zijn 2.016 mensen (4,9%) meer dan bij de vorige census van 2000. De gemiddelde jaarlijkse groei komt daarmee uit op 0,66%, hetgeen lager is dan het landelijk jaarlijks gemiddelde over deze periode (2,04%).